# Batavia (Ohio)
Batavia é uma vila localizada no estado norte-americano de Ohio, no Condado de Clermont.

## Demografia
Segundo o censo norte-americano de 2000, a sua população era de 1617 habitantes. 
Em 2006, foi estimada uma população de 1682, um aumento de 65 (4.0%).

## Geografia
De acordo com o United States Census Bureau tem uma área de 
3,9 km², dos quais 3,8 km² cobertos por terra e 0,1 km² cobertos por água. Batavia localiza-se a aproximadamente 200 m acima do nível do mar.

## Localidades na vizinhança
O diagrama seguinte representa as localidades num raio de 12 km ao redor de Batavia. 